# São Jerônimo (Rio Grande do Sul)
São Jerônimo é um município brasileiro do estado do Rio Grande do Sul, Região Sul do país.
Em outras épocas, esse município denominava-se "Passo das Tropas". Atualmente liga-se ao fato de ter sido encontrada a Imagem de São Jerônimo numa embarcação ancorada na praia da povoação. 
Entre os jeronimenses ilustres, destacam-se: Carlos Maximiliano, Dagmar Dornelles, Emilinho Martins, Glaucus Saraiva, Josué Guimarães, Lígia Tricot, Patrícia Poeta, Plauto Cruz e Walter Spalding.